# Julieta García
María Julieta García (Bahía Blanca, 18 de abril de 1999) é uma modelo e rainha da beleza argentina, vencedora do concurso Miss Universo Argentina 2021. Como Miss Argentina, García representou a Argentina no concurso Miss Universo 2021.

## Concurso de beleza

### Miss Universo Argentina 2019
Em 16 de outubro de 2019, García concorreu com outros 21 candidatos no Miss Universo Argentina 2019 no Teatro Broadway em Buenos Aires. Ficou na 2 º lugar e acabou perdendo a vencedora Mariana Varela.
Em 16 de outubro de 2021, García foi oficialmente indicada para o concurso Miss Universo Argentina 2021. No final do evento, ela foi sucedida por Alina Luz Akselrad.

### Miss Universo 2021
Como Miss Universo Argentina, García representou a Argentina no concurso Miss Universo 2021 em Eilat, Israel.